# Lê Danh Cường
Lê Danh Cường là một Thiếu tướng đã nghỉ hưu của lực lượng Công an nhân dân Việt Nam. Ông nguyên là Viện trưởng Viện Khoa học hình sự, Bộ Công an Việt Nam.

## Tiểu sử
Lê Danh Cường có học vị tiến sĩ.
Lê Danh Cường là đảng viên Đảng Cộng sản Việt Nam.
Từ năm 2009 đến năm 2018, Lê Danh Cường là Cục trưởng Cục Khoa học kỹ thuật (B42), Tổng cục Tình báo, Bộ Công an Việt Nam.
Tháng 2 năm 2013, Lê Danh Cường là Thiếu tướng, Cục trưởng Cục Khoa học kỹ thuật (B42), Tổng cục Tình báo, Bộ Công an Việt Nam.
Từ tháng 8 năm 2018 đến tháng 6 năm 2020, Lê Danh Cường là Thiếu tướng, Bí thư Đảng ủy, Viện trưởng Viện Khoa học hình sự, Bộ Công an Việt Nam.
Từ ngày 1 tháng 6 năm 2020, ông nghỉ công tác, chờ hưởng chế độ hưu trí. Thay thế ông làm Viện trưởng Viện Khoa học hình sự là Đại tá Trần Việt Kiều, Phó Cục trưởng 
Cục Kỹ thuật nghiệp vụ, Bộ Công an.

## Tác phẩm
- Báo cáo "An toàn về thông tin mạng góp phần đảm bảo an ninh quốc gia" tại Ngày an toàn thông tin Việt Nam – VIETNAM INFORMATION SECURITY DAY 2011.[2]

| Mật mã và an toàn thông tin : Lý thuyết và ứng dụng / Hồ Văn Canh, Lê Danh Cường. NXB Thông tin và truyền thông 2018 |